# Tai Shan
Sveta planina Tai (kineski: 泰山; pinyin: Tài Shān, „Mirna planina”) je planina velikog povijesnog i kulturnog značaja za Kineze. Nalazi se sjeverno od grada Tai'ana u pokrajini Shandong (Kina). Ona je jedna od „Pet svetih planina”, i povezuje se s mitologijom zore, rođenja i obnove. Vjeruje se kako se Taishan štuje već oko 3.000 godina, a oko 2.000 godina je sveto mjesto i važno ceremonijalno središte Kineskog Carstva.
Njezina umjetnička remek-djela su izgrađena u savršenom skladu s prirodnim krajolikom i simboliziraju drevnu kinesku kulturu i vjerovanja, te su oduvijek bila izvorom inpiracije za kineske umjetnike i znanstvenike. Zbog toga je planina Tai 1987. godine upisana na UNESCO-ov popis mjesta svjetske baštine u Aziji

## Prirodni značaj
Taishan se uzdiže naglo iz prostrane ravnice središnjeg Shandonga. Geološki, to je najstariji i najvažniji primjer paleo-metamorfnog sustava koji predstavlja kambrijsko razdoblje u istočnoj Kini. Sastav Taishana je kompleksan i obuhvaća vulkanske, metamorfne i sedimentne stijene i naslage masa različitih podrijetla koje su se formirale u arhajskom dobu prije 170-200 milijuna godina. Nakon toga, u dobu proterozoika, područje Taishana počinje rasti, i to uzdizanje je trajalo sve do sredine kenozoika. Gnajs koji se tada pojavio u području Taishana je temelj za sve u sjevernoj Kini.
Najviši vrh planine Tai je "Vrh cara Yu Dia (žad-cara)" (玉皇頂, Yùhuáng Dīng) koji je visok 1.532,7 m.
Vegetacija gustih šuma pokriva 80% Taishana i flora je raznolika s 989 različitih vrsta. Od toga je 462 vrste ljekovitog bilja, što uključuje i višecvjetovnu čvor-travu, Taishanski ginseng i Kineski Lithospermum, koji su poznati u cijeloj zemlji. Postoji preko 200 vrsta životinja, od čega je 122 vrsta ptica, a ribe velikih krljušti se nalaze u tekućoj vodi na visinama od 300-800 m.

## Kulturni značaj
Taishan ima vrlo bogatu kulturnu baštinu, te integraciju iste s prirodnim krajolikom koji se smatra dragocjenim naslijeđem. Kulturne relikvije su spomen objeki, arhitektonski kompleksi, kamene skulpture i arheološka nalazišta izuzetne važnosti. To je jedno od mjesta rođenja kineske civilizacije, a dokazi ljudske aktivnosti na Taishanu datiraju 400.000 godina do Yiyuan čovjeka iz paleolitika. Do neolita, oko 5.000-6.000 pr. Kr., Taishan je postao značajno kulturno središte s dvije kulture: Dawenkou na sjeveru i Longshan na jugu planine.
Rano i kasno razdoblje (770. – 476. pr. Kr.) iz dinastije Zhou (1100. – 221. pr. Kr.) svjedočii o prvim iskrama kulturnog stvaralaštva s nastankom dvije suparničke države, Qi na sjeveru i Lu na jugu planine. Tijekom Razdoblja zaraćenih država (475. – 221. pr. Kr.), država Qi je sagradila 500 km dug zid kao zaštitu od mogućih napada države Chu. Ruševine ovog najranijeg od velikih zidova u kineskoj povijesti su još uvijek vidljive.
Više od 3.000 godina, kineski carevi različitih dinastija hodočastili su u Taishan u žrtvene i druge ceremonijalne svrhe. Natpisi na stijenama, kamene ploče i hramovi svjedoče o tim posjeta. Ugledni znanstvenici, uključujući i Konfucija čiji je rodni grad Qufu udaljen samo 70 km, napisali su svoju poeziju i prozu inspirirani Taishanom, a ostavili su svoje kaligrafije na planini.
Taishan je također važno središte vjerskog djelovanja za budizam i taoizam. God. 351. pr. Kr. ugledni redovnik po imenu Lang, prvi je došao u planine gdje je postavio temelje Božanskog hrama na stijenama. Tijekom Sjeverne i Južne dinastije Song (420. – 589.), izgrađeni su hramovi Žad-proljeća, Božjeg blaga i Hram prožimajućeg svjetla.
Put od 7.200 stuba vodi do istočnog vrha planine Tai, na kojemu se nalezi 11 portala, 14 lučnih mostova, 14 kioska i 4 paviljona. Sve u svemu, na Taishanu se nalaze 22 hrama, 97 ruševina, 819 kamenih ploča s natpisima i 1.018 natpisa na stijenama i liticama.
Hram boga planine Tai (岱庙, Dàimiào) je nastao za dinastije Qin, a od dinastije Han (206. pr. Kr.-220.) ima oblik carske palače (poput Konfucijeva hrama u Qufuu) gdje su velike dvorane poredane u nizu. Središnja dvorana je Palača nebeskih blagoslova (Tian Kuang) izgrađena 1008. godine za cara Huizonga iz sjeverne dinastije Song.
Predsjednik vlade dinastije Tang (618. – 907.), Li Jiefu, je smatrao Božanski hram na stijenama za prvi među četiri kineska čudesna hrama. Taoistička svetišta na Taishanu su: Hram nebeske kraljice majke, Palača božice Doumu, Hram azurnog oblaka, Stražnji hram mna stijeni i Hram svevišnjeg gospodara neba. Hram nebeske kraljice majke, izgrađen prije razdoblja Tri kraljevstva (220. pr. Kr.-80.), je najstariji dok je Hram azurnog oblaka najutjecajniji, i proteže se na više od pola Kine.
- Stube koje vode na planinu
- Lučni most za Taishan
- Hram boga planine Tai
- Naselje na vrhu
- Kaligrafski natpisi na stijenama

## Vanjske poveznice
- Tai Shan, službene stranice  Arhivirana inačica izvorne stranice od 18. studenoga 2010. (Wayback Machine) (engl.)
- WCMC opis  Arhivirana inačica izvorne stranice od 10. srpnja 1997. (Wayback Machine)